# Mladina (tijdschrift)
Mladina (Sloveens: De jeugd) is de titel van een aantal Sloveenstalige tijdschriften. De meeste vooroorlogse bladen met deze naam waren jeugdbladen van lokale betekenis. Het bekendste van deze tot 1941 verschijnende tijdschriften is de tussen 1924 en 1929 verschijnende Mladina in Ljubljana, waarin ook de dichter Srečko Kosovel publiceerde.
De verreweg bekendste uitgave is het nog bestaande kritische weekblad Mladina. Het blad verscheen voor het eerst in 1941 als orgaan van de jongerenorganisatie van het Sloveens Bevrijdingsfront onder de titel Mlada Slovenija (Jong Slovenië). In januari 1943 werd dit Mladina. In de jaren 1980 speelde het blad een voortrekkersrol in de maatschappelijke omwenteling die zich in Slovenië bleek te voltrekken. Een onafhankelijk redactiebeleid kon het zich permitteren dankzij de steun die het kreeg van de uitgever, de jongerenorganisatie van de communistische partij. Aandacht voor de punkbeweging en het aan de kaak stellen van politieke schandalen maakten Mladina tot mikpunt van kritiek van het establishment. Eind jaren tachtig werd meerdere keren een oplage verboden. De Sloveense premier Janez Janša werkte in de jaren tachtig enige tijd voor het blad als journalist.